# Prieuré de Marcevol
Le prieuré de Marcevol est un prieuré roman dédié à sainte Marie et situé à Arboussols, dans le département des Pyrénées-Orientales.
Le prieuré et le hameau, sur la butte lui faisant face, offrent un panorama sur le massif du Canigou et la vallée de la Têt.

## Historique

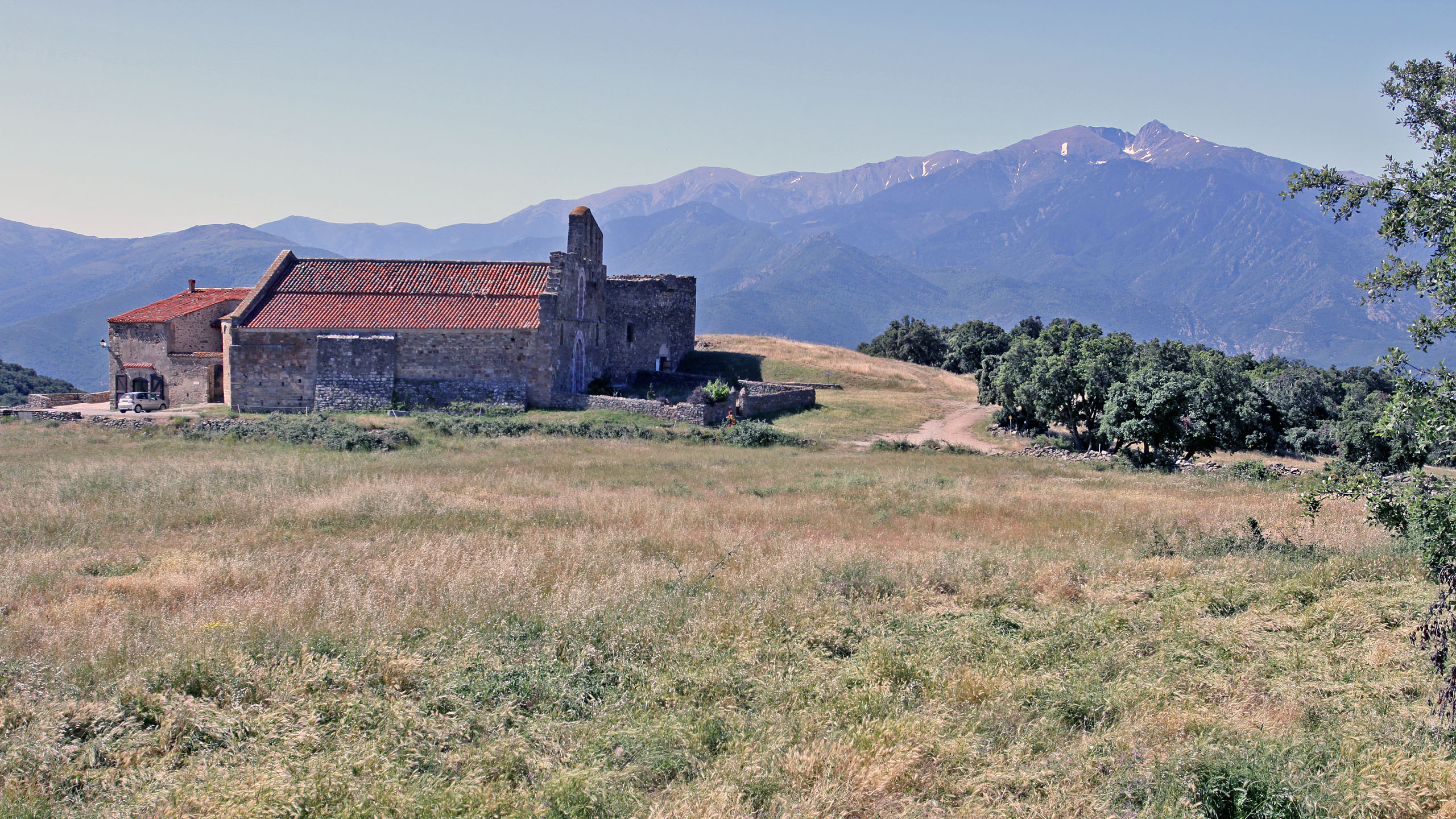
Pireuré sur fond de Canigou

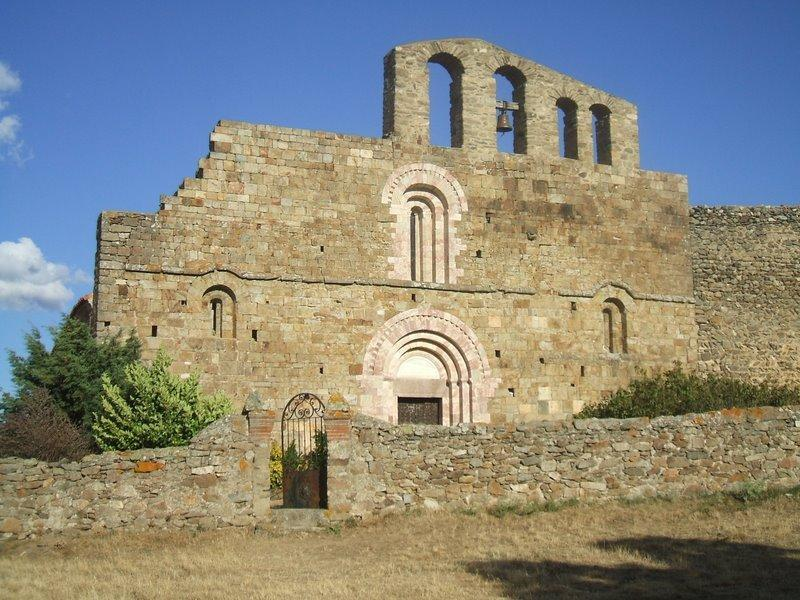
Prieuré de Marcevol : façade occidentale

En 1129, l'église Sainte Marie de Marcevol est donnée à l'ordre canonial régulier du Saint-Sépulcre par l'évêque d'Elne. Le prieuré est la seule dépendance de cet ordre en Roussillon. Il est alors reconstruit, comme l'atteste un testament en date de 1142 qui mentionne les travaux alors en cours sur l'édifice.
Le séisme de 1428, qui fit de nombreux dégâts en Catalogne, endommagea une grande partie des bâtiments monastiques, dont la reconstruction fut entreprise dans les années qui suivirent. 
Au XVe siècle, alors qu'il était en pleine période de décadence comme nombre de fondations religieuses à travers la France, l'Ordre des chanoines réguliers du Saint-Sépulcre est dissous par le pape en 1489 et le prieuré est transféré à la communauté des prêtres de Vinça qui l'administre jusqu'à la Révolution française.
Vendu comme bien national à la Révolution, il est converti en exploitation agricole. 
L'église, classée au titre des monuments historiques par la liste de 1840, est rachetée et restaurée à partir des années 1970 (le tout étant versé par la suite dans une fondation). Plusieurs objets sont référencés dans la base Palissy (voir les notices liées).

## Architecture

### L'église

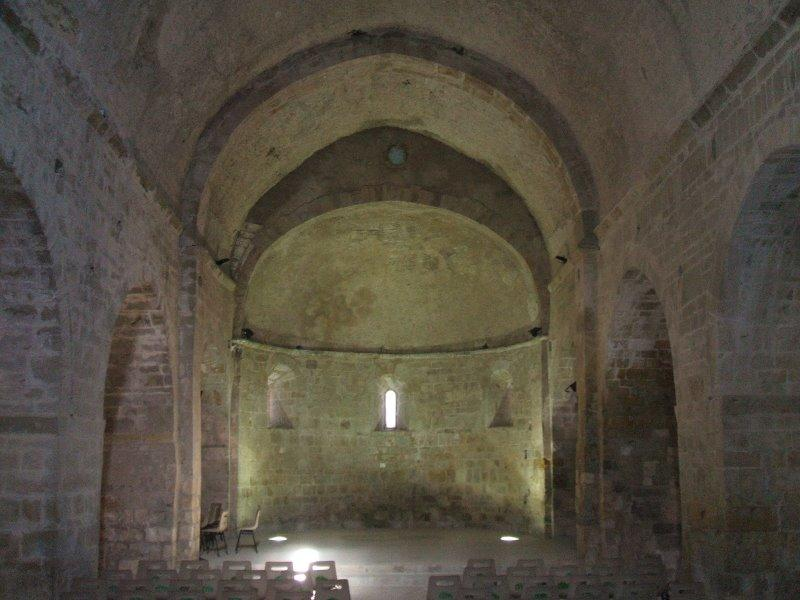
Prieuré de Marcevol : vue de la nef principale de l'église priorale

L'église priorale, construite au cours du XIIe siècle, a été gravement endommagée lors du tremblement de terre de 1428. Des réparations furent réalisées tout à la fin du XVe siècle (1496), avec la reconstruction de la voûte de la nef et du collatéral nord.
L'édifice s'organise donc aujourd'hui en trois vaisseaux : le collatéral sud et la nef centrale d'une part, et le collatéral nord d'autre part. Celui-ci, reconstruit en 1496, fut subdivisé en chapelles communiquant entre elles par des ouvertures ménagées à cet effet. Il a perdu son absidiole, ce qui fait que le chevet ne compte plus que l'absidiole méridionale et l'abside majeure.

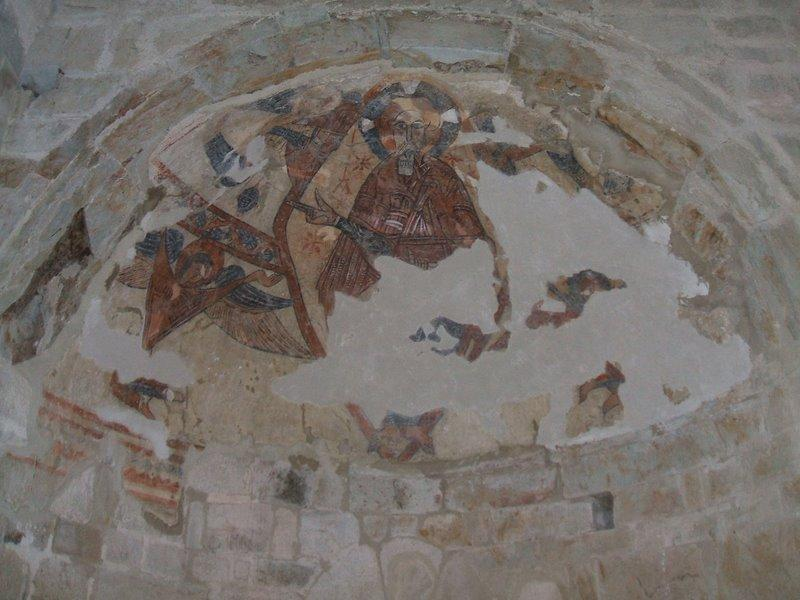
Prieuré de Marcevol : fresque de l'absidiole sud (XIIe siècle).

Du décor intérieur il ne reste qu'un bénitier roman monolithe, un fragment sculpté d'un autre, et la fresque représentant le Christ en Majesté dans l'absidiole sud. La petite chapelle (romane) du hameau, Sainte Marie des Grades, conserve des éléments du retable du maître autel d'époque gothique du prieuré, remontés dans son abside.
La façade occidentale est remarquable par sa sobriété et sa « muralité », toutes deux brisées par le portail principal (linteau fissuré par le tremblement de terre de 1428) et la fenêtre centrale en marbre rose. Elle est dominée par un clocher mur asymétrique comprenant 4 baies (il en comportait sans doute 6 à l'origine, même si rien ne permet de l'affirmer). La partie supérieure gauche de la façade est partiellement effondrée. Également, on peut observer des pentures romanes sur le portail.

### Les bâtiments conventuels
Il ne reste pratiquement rien des bâtiments conventuels, les locaux ayant été endommagés par le tremblement de terre de 1428 et sans doute jamais totalement reconstruits.
Mentionnons le mur de fortification, daté des XIIIe et XIVe siècles, conservé sur les côtés ouest et sud (dans le prolongement de la façade) de l'édifice. L'aile ouest garde également des éléments médiévaux : ancienne citerne, et un arc en plein cintre, restitué par l'association du prieuré lors de la restauration, dans la salle servant aujourd'hui pour des expositions et l'accueil.
Dans la cour intérieure, le mur bahut du cloître a été restitué ainsi que les corbeaux, sur le mur gouttereau de l'église, qui soutenaient la charpente du toit du cloître.